# Otto Benesch (Verwaltungsjurist)
Otto Benesch (* 21. März 1913 in Groß Weichsel, Kreis Pleß; † 2. Oktober 2002) war ein deutscher Jurist und Verwaltungsbeamter.

## Leben
Otto Benesch studierte in den Jahren 1933 bis 1937 Rechts- und Staatswissenschaften an den Universitäten in München und Breslau. Im Wintersemester 1933 wurde er Mitglied der Landsmannschaft Hannovera auf dem Wels (heute Landsmannschaft Hansea auf dem Wels) in München. Er bestand im Jahr 1937 das Erste Juristische Staatsexamen an der Universität Breslau und absolvierte danach seinen juristischen Vorbereitungsdienst beim Amtsgericht Neumarkt, beim Landgericht Breslau, bei den Regierungen in Schneidemühl und Liegnitz sowie bei der deutschen Militärverwaltung in Frankreich. Im Jahr 1941 legte er das Zweite Juristische Staatsexamen an der Humboldt-Universität zu Berlin ab. Im Anschluss trat er als Regierungsassessor in den Verwaltungsdienst ein und war bis 1945 beim Regierungsbezirk Lüneburg bzw. bei der Preußischen Bau- und Finanzdirektion in Berlin tätig. 1943 wurde er zum Regierungsrat ernannt. Zwischenzeitlich nahm er als Soldat am Zweiten Weltkrieg teil und geriet zuletzt in Kriegsgefangenschaft.
Nach seiner Entlassung aus der Kriegsgefangenschaft arbeitete Benesch in den Jahren 1946 bis 1950 zunächst als Hilfsmonteur und Vertreter. Anschließend setzte er seine Beamtenlaufbahn im Verwaltungsdienst fort und war von 1950 bis 1953 beim Oberversicherungsamt in Düsseldorf tätig, zuletzt als Oberregierungsrat. Im Jahr 1954 wechselte er als Landessozialgerichtsrat zum Landessozialgericht Essen, wo er von 1956 bis 1957 die Funktion des Senatspräsidenten innehatte. Benesch, Mitglied der SPD, war seit 1957 als Ministerialdirigent Leiter der Abteilung II: Recht der sozialen Sicherheit, Kriegsopferversorgung, Arbeitsrecht im Ministerium für Arbeit und Soziales des Landes Nordrhein-Westfalen. Er erhielt die Ernennung zum Ministerialdirektor und amtierte in der Zeit vom 1. August 1969 bis 1971 als Staatssekretär im Arbeits- und Sozialministerium, welches 1970 um das Gesundheitsressort erweitert wurde. Von 1971 bis zu seinem Eintritt in den Ruhestand im Jahr 1978 fungierte er als Präsident des Landesrechnungshofes Nordrhein-Westfalen.

## Ehrungen
- 1973: Großes Verdienstkreuz der Bundesrepublik Deutschland[2]
- 1978: Großes Verdienstkreuz mit Stern der Bundesrepublik Deutschland[3]
- 1988: Verdienstorden des Landes Nordrhein-Westfalen[4]